# یاکوب یانچر
یاکوب یانچر (به هلندی: Jakob Jantscher؛ زادهٔ ۸ ژانویهٔ ۱۹۸۹) بازیکن فوتبال اهل اتریش است که در پست مهاجم بازی می‌کند و هم‌اکنون برای تیم چای‌کار ریزه‌اسپور فعالیت دارد.

## باشگاهی
از باشگاه‌هایی که در آن بازی کرده‌است می‌توان به باشگاه فوتبال اشتورم گراتس، باشگاه فوتبال ردبول زالتسبورگ، ان. ئی. سی، دینامو مسکو و تیم ملی فوتبال اتریش اشاره کرد.